# Julie Chu
Julie Chu (Bridgeport, Connecticut, Estados Unidos; 13 de marzo de 1982) es una exjugadora de hockey sobre hielo estadounidense que jugaba como delantera. Fue la capitana de la selección de Estados Unidos, con quien ganó tres medallas de plata en los Juegos Olímpicos de Invierno (Salt Lake City 2002, Vancouver 2010 y Sochi 2014) y una de bronce (Turín 2006), cinco Campeonatos Mundiales y tres 4 Nations Cup. Fue elegida como abanderada en la ceremonia de clausura de los Juegos Olímpicos de Sochi 2014.

## Trayectoria como jugadora

### Universidad de Harvard
Chu comenzó a estudiar en la Universidad de Harvard en 2002 y se unió al equipo de hockey sobre hielo femenino. Ganó el Conference Tournament de la NCAA en las temporadas 2003-04 y 2004-05 y el Eastern College Athletic Conference en tres ocasiones (2002-03, 2003-04, 2004-05). Se graduó en psicología en 2007 y fue galardonada con el premio Patty Kazmaier, otorgado a la mejor jugadora universitaria en Estados Unidos. Durante sus cuatro años en la universidad, batió el récord de más puntos anotados con 284 y se convirtió en la máxima asistente de la historia de la NCAA.

## Selección nacional
Chu debutó con la selección de Estados Unidos durante la 4 Nations Cup de 2000, convirtiéndose en la primera jugadora asiática-americana en jugar con la selección de su país. Al año siguiente fue convocada de nuevo, esta vez para jugar en el Campeonato Mundial de 2001, donde consiguió su primera medalla de plata.
Chu fue convocada a la selección olímpica de Estados Unidos para participar en los Juegos Olímpicos de Salt Lake City 2002. Jugó los 5 partidos, marcó 2 goles y consiguió 2 asistencias, sumando cuatro puntos. Consiguió su primera medalla olímpica después de que Estados Unidos fuera derrotada en la final ante Canadá por 3-2.
A finales de 2003 jugó en la Four Nations Cup y ganó la medalla de oro. En 2004 fue convocada de nuevo para participar en el Campeonato Mundial, donde ganó la medalla de plata, y en la 4 Nations Cup. En 2005 jugó de nuevo en el Mundial y, además de ganar el oro, fue nombrada Jugadora del Partido en el encuentro contra Alemania de la ronda preliminar y en la final del campeonato. En septiembre de ese mismo año, participó en la 4 Nations Cup.
Chu participó en los Juegos Olímpicos de Turín 2006, jugó en los 5 partidos y sumó 5 asistencias. Estados Unidos perdió ante Suecia en la semifinal y consiguió la medalla de bronce tras derrotar a Finlandia por 4-0.
En noviembre de 2006 jugó en la 4 Nations Cup y consiguió la medalla de plata. En 2007 participó una vez más en el Campeonato Mundial, donde quedó segunda, y fue nombrada capitana alternativa por primera vez. En noviembre disputó la 4 Nations Cup. De nuevo nombrada capitana alternativa, ganó la medalla de oro en la edición de 2008 del Mundial y fue nombrada en el equipo Media All-Stars. En noviembre participó el la 4 Nations Cup y quedó de primera. Al igual que en el año anterior, en 2009 fue de nuevo la capitana alternativa durante el Mundial, ganó el oro, fue la máxima anotadora con 10 puntos y formó parte del equipo Media All-Stars. Al final del año, participó en la 4 Nations Cup.
Por tercera vez consecutiva fue convocada para jugar en los Juegos Olímpicos de Vancouver 2010. Participó en todos los 5 partidos, marcó 2 goles y 4 asistencias, sumando 6 puntos. De nuevo, Canadá derrotó a Estados Unidos en la final gracias a dos goles de Poulin y Chu consiguió su segunda medalla de plata.
En noviembre de 2010 participó de nuevo en la 4 Nations Cup y ganó la medalla de plata. En 2011 consiguió la medalla de oro en el Campeonato Mundial en Suiza y la de plata en la 4 Nations Cup. Para la edición de 2012 del Mundial fue nombrada capitana de la selección y participó de nuevo en la 4 Nations Cup. En 2013 volvió a ser nombrada capitana y participó en su último Mundial, ganado la competición. También jugó en la 4 Nations Cup.
Los Juegos Olímpicos de Sochi 2014 fueron los últimos Juegos Olímpicos en los que Chu participó, siendo la jugadora más veterana del equipo y habiendo sido nombrada capitana alternativa. Jugó de nuevo en los 5 partidos y consiguió 1 asistencia. Por cuarta vez en la historia del hockey sobre hielo femenino en las Olimpiadas, Canadá consiguió el oro tras remontar el partido en los tres últimos minutos del tiempo reglamentario y después de que, una vez más, Poulin marcara el gol de la victoria en el tiempo extra. Habiendo ganado su tercera medalla de plata, Chu fue elegida por los atletas de Estados Unidos para ser la abanderada en la ceremonia de clausura, convirtiéndose en la segunda jugadora de hockey masculino o femenino en ser elegida. Después de estos Juegos Olímpicos, Chu decidió no volver a jugar con la selección de Estados Unidos. 
Chu es una de las jugadoras de hockey sobre hielo más condecoradas, contando con cuatro medallas olímpicas (tres de plata y una de bronce) y nueve mundiales (5 de oro y 4 de plata). Cuenta con 12 asistencias en 20 partidos olímpicos y 44 partidos jugados en los Campeonatos Mundial, sumando 13 goles y 34 asistencias.

## Palmarés

### Internacional
- Juegos Olímpicos de Invierno: 
  - Plata: Salt Lake City 2002, Vancouver 2010, Sochi 2014
  - Bronce: Turín 2006
- Campeonato Mundial:
  - Oro: 2005, 2008, 2009, 2011, 2013
  - Plata: 2001, 2004, 2007, 2012
- Four Nations Cup: 
  - Oro: 2003, 2008, 2011
  - Plata: 2000, 2002, 2004, 2005, 2006, 2007, 2010

### Universidad
- ECAC de la NCAA: 2002-03, 2003-04, 2004-05
- Conference Tournament de la NCAA: 2003-04, 2004-05

### Club
- WWHL: 2008-09, 2009-10
- CWHL: 2010-11, 2011-12, 2013-14, 2015-16
- Clarkson Cup: 2010, 2011, 2012, 2017

### Individual
- Segundo equipo All-American de la AHCA: 2002-03, 2003-04
- Equipo del Torneo del Frozen Four de la NCAA: 2003
- ECACHL Coaches Preseason All-League Selections: 2006[32]
- ECACHL Media Preseason All-League Selections: 2006
- Primer equipo All-American de la AHCA: 2006-07[33]
- Premio Patty Kazmaier: 2007[2]
- Premio Bob Allen a la Jugadora del Año: 2007[34]
- Máxima anotadora de la NCAA (284 puntos)
- Máxima asistente de la NCAA (197 asistencias)

## Vida privada
Chu nació en Nueva York en 1982. Su padre Wah nació en Cantón, China y emigró a Estados Unidos en 1967. Su abuela materna es puertorriqueña y su abuelo materno es chino. Chu creció en Fairfield, Connecticut y, además de jugar el hockey, durante su infancia y adolescencia jugó al fútbol.
Chu comenzó a estudiar Psicología en la Universidad de Harvard en 2002 y se graduó en 2007. 
Chu está casada con la cuádruple medallista de oro olímpica y excapitana de la selección de Canadá Caroline Ouellette. Se enfrentaron en tres finales olímpicas (2002, 2010 y 2014) y más de media docena de Campeonatos Mundiales. Su primera hija, Liv Chu-Ouellette, nació el 5 de noviembre de 2017 y su segunda, Tessa, el 14 de mayo de 2020.